# Ялова (ил)
Ялова (тур. Yalova) — ил на северо-западе Турции.

## География
С севера территория ила Ялова омывается водами Мраморного моря. На юге граничит с илом Бурса, на востоке — с илом Коджаэли.
Площадь ила составляет 403 км², он наименьший по площади ил страны.

## История
В 1995 году ил Ялова был создан из части территории ила Стамбул.

## Население
Население — 168 593 жителей (2009). Плотность населения составляет 418,34 человек на км², это второй после Стамбула по плотности населения ил страны.
Крупнейший город — Ялова (70 тысяч жителей в 2000 году).

## Административное деление

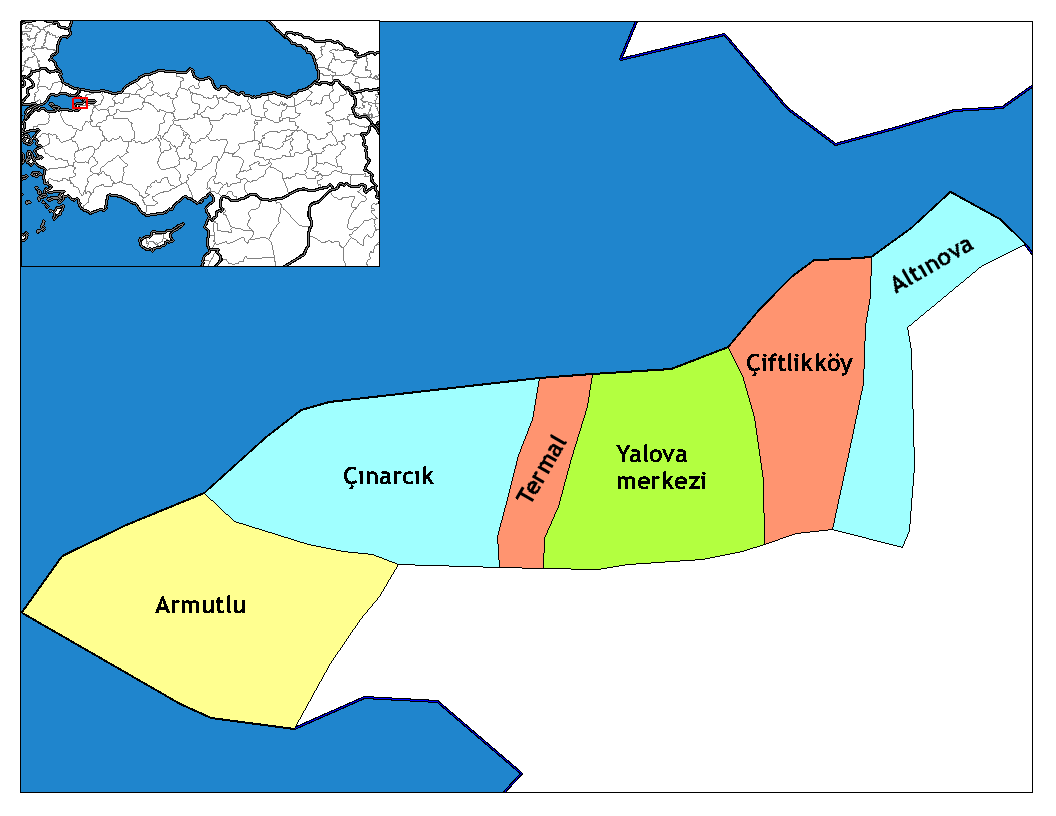

Ил Ялова делится на 6 районов:
1. Алтынова (Altınova)
2. Армутлу (Armutlu)
3. Чифтликкёй (Çiftlikköy)
4. Чынарджык (Çınarcık)
5. Термал (Termal)
6. Ялова (Yalova)

## Галерея

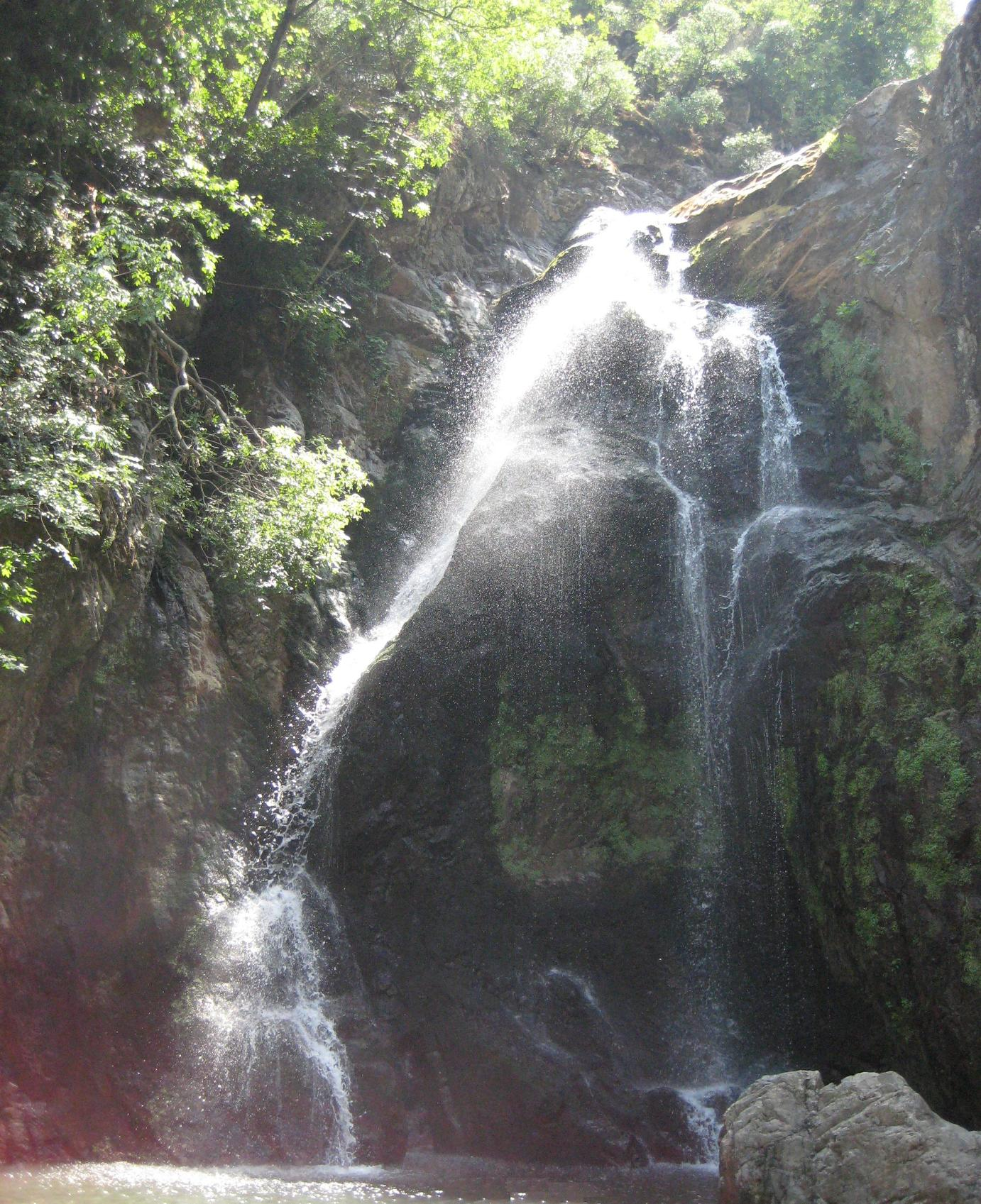
Водопад Су Дюшен, рядом с Термал, Ялова
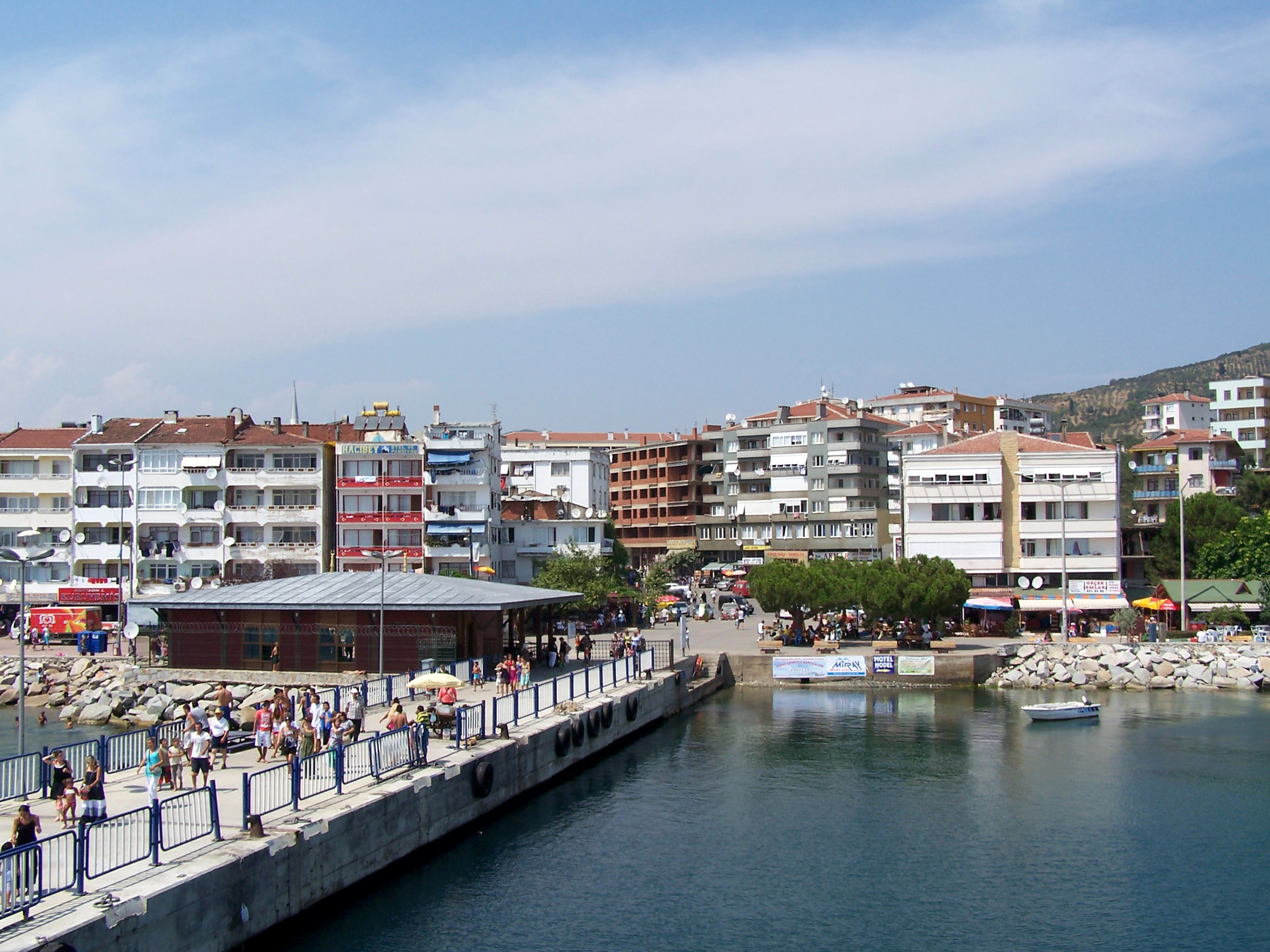
Паромный порт Армутлу
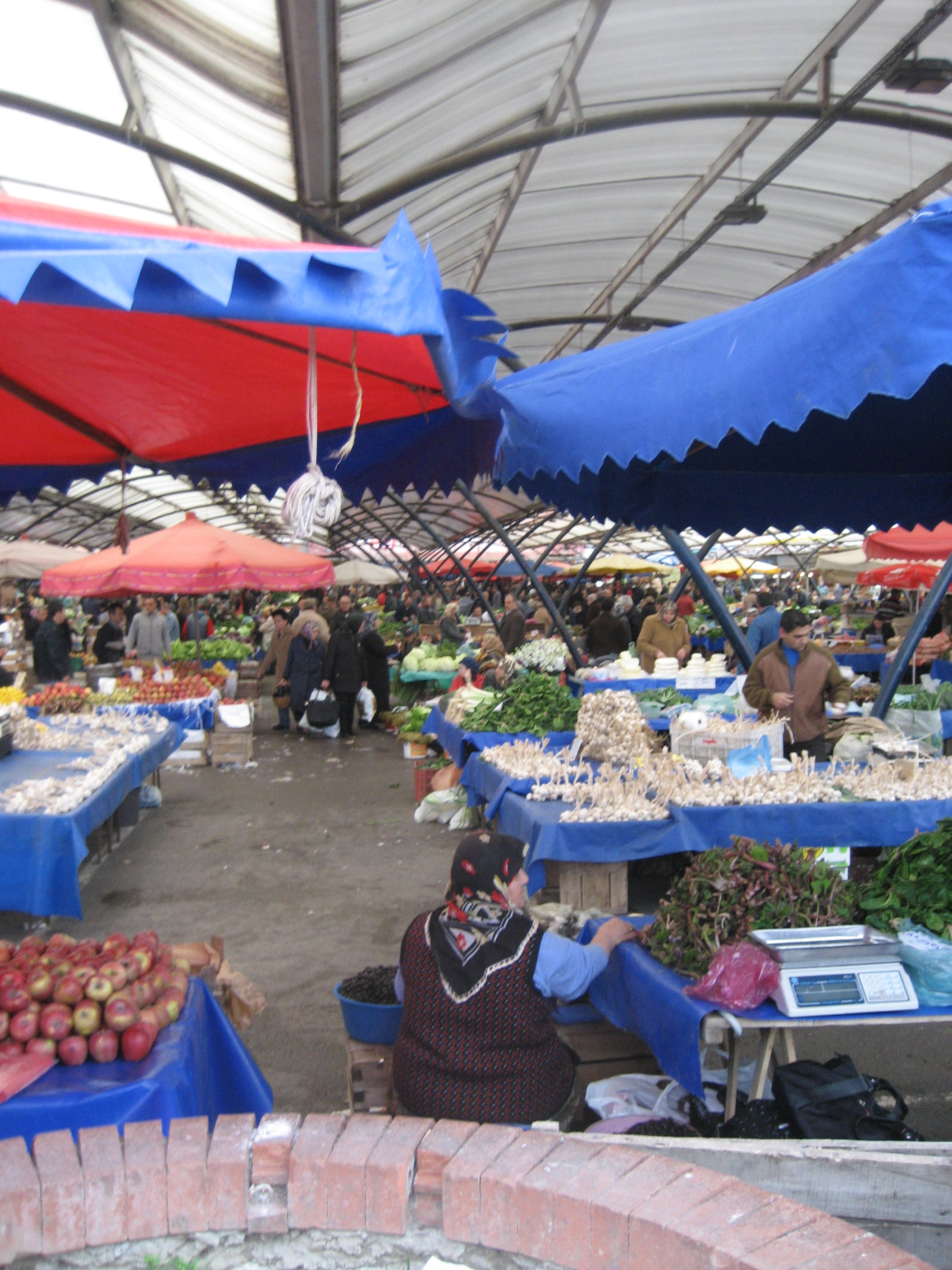
Рынок в Ялове